# 베트남의 국기
베트남의 국기는 금성홍기(Cờ đỏ sao vàng 旗𣠶𣋀黃)라고 하며, 황성적기라고도 한다. 베트남 혁명가인 응우옌 흐우 티엔이 1940년 프랑스 식민통치에 반기를 든 코친차이나 봉기에서 처음 사용했다. 1955년 11월 30일 베트남 인민공화국(북 베트남)의 국기로 채택되었다. 북 베트남에 의해 베트남이 통일됨으로써, 1976년 이후에 통일 베트남 국기가 되었다. 베트남 독립운동 당시에는 붉은 색은 독립을 위해 흘린 피, 노란색은 베트남인의 인종(황인종)을, 별의 오각은 각각 사농공상병(士農工商兵)의 다섯 인민을 나타낸다고 되어 있으나, 통일 이후에는 별은 베트남 공산당의 리더쉽을, 붉은색은 프롤레타리아 혁명을 나타내는 것으로 국기의 뜻이 바뀌었다.

## 규격

가로세로 길이는 2:3이며, 노란색 별은 국기의 정중앙에 위치하며, 별의 외접원의 반지름이 국기 가로 길이의 1/5이다. 자세한 규격은 왼쪽 사진을 참고한다.

### 색상
| 색상표현법 | 빨강        | 노랑        |
| ---------- | ----------- | ----------- |
| 판톤       | 1788        | Yellow      |
| CMYK       | 0-83-87-15  | 0-0-100-0   |
| RGB        | 218-37-29   | 255-255-0   |
| 웹 색상    | #DA251D     | #FFFF00     |
| NCS        | S 1085 Y80R | S 0570 G70Y |

## 역대 국기

### 베트남 공화국의 국기
남베트남의 국기는 주황삼선기(Cờ vàng ba sọc đỏ 旗黃𠀧𪟄𣠶)라고도 하며 응우옌 왕조 때인 1890년부터 쓰였다. 노란색은 베트남인 또는 베트남의 토지, 붉은 색은 베트남인의 피를 뜻하며, 3가지 선은 북부, 중부, 남부의 3지역 또는 민유(民有, 백성이 가진다), 민치(民治, 백성이 다스린다), 민향(民享, 백성이 누린다)을 상징하기도 한다. 몇 번의 도안 변경을 거쳤으나, 큰 변화없이 고딘디엠의 남베트남의 기로 계승되었다. 현재는 남베트남 패망 이후 해외로 피신한 반공성향 베트남 사람이 현 베트남 공산당에 의한 통치를 반대한다는 명분으로 이 기를 쓰고 있어 베트남 본토에선 사실상 사용이 금지되었다.

### 역대 국기 목록
식민지 시절 및 그 이전

떠이선 왕조의 국기 (1788년 ~ 1802년)
코친차이나 공화국의 자치 국기(코친차이나, 1862년 ~ 1945년)
코친차이나 공화국의 자치 국기(코친차이나, 1945년 ~ 1949년)
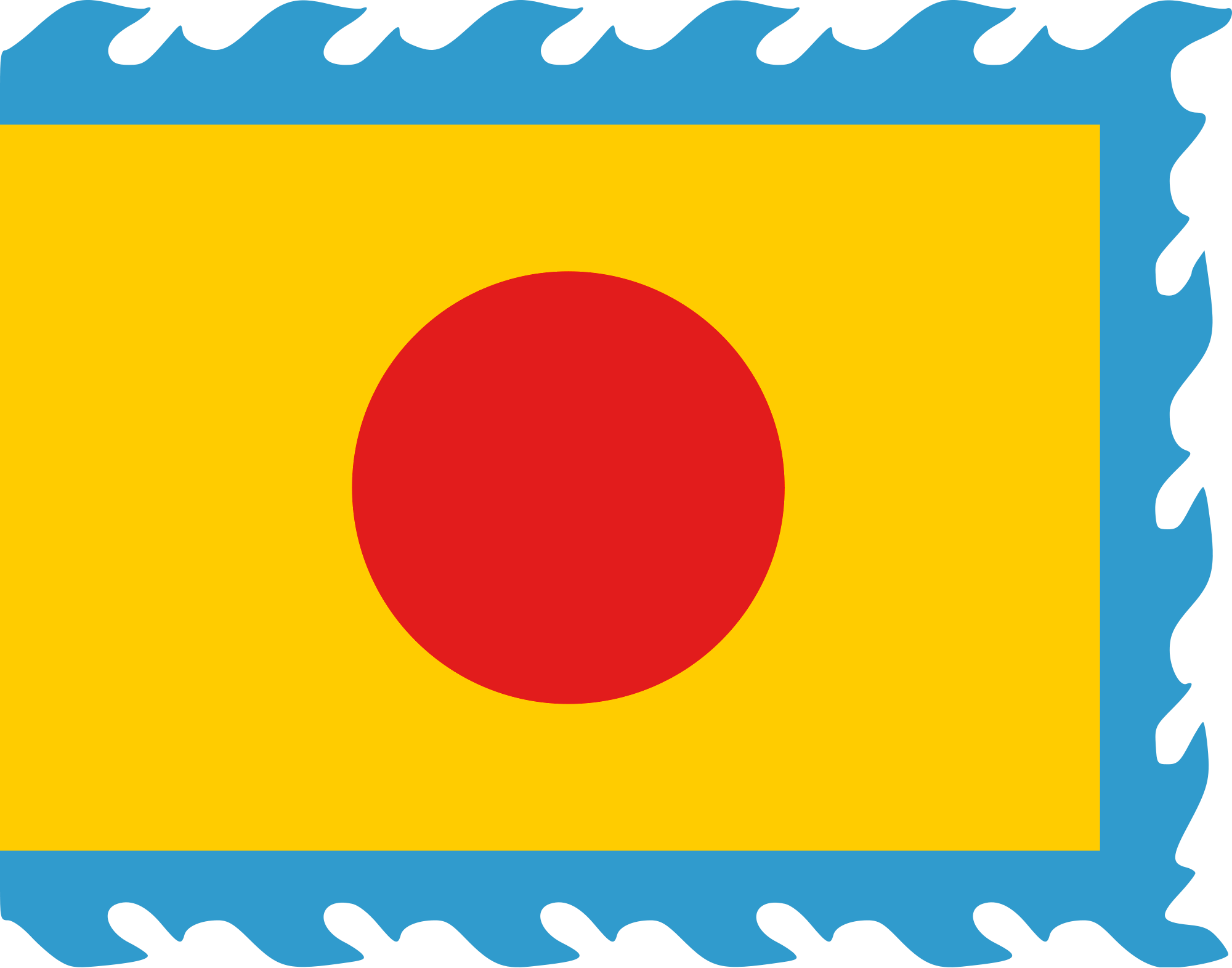
응우옌 왕조의 국기 (1802년 ~ 1890년)
응우옌 왕조의 국기 (1890년 ~ 1920년)
응우옌 왕조의 국기 (1920년 ~ 1945년)
베트남 제국의 국기 (1945년)

#### 남베트남

베트남국, 베트남 공화국(1948년 ~ 1975년)

#### 북베트남

베트남 민주공화국(북베트남) 1945년 8월 22일 ~ 1955년
베트남 1955년 - 현재.
베트콩 (1961년 ~ 1975년) 남베트남 공화국 1975년 독립, 남베트남 패망후 1976년 공산주의 베트남에 가입

## 같이 보기
- 프랑스 식민제국 기 목록

### 내용주
1. ↑  Nguyễn Hữu Tiến